# KTU (バンド)
KTU（ケー・トゥー <K2>と発音）は、プログレッシブ/エクスペリメンタル・ミュージックのスーパーグループ。2004年にトレイ・ガンとパット・マステロットが、キンモ・ポーヨーネンとサムリ・コスミネンとのコラボレーションを開始し、それぞれのデュオであるTUとクラスター (Kluster)からKTUを編成した。

## 略歴
フィンランドのミュージシャンであるキンモ・ポーヨーネンとサムリ・コスミネンは、2001年にクラスターを結成した。お互いに受賞歴のあるミュージシャンは2人ともそれぞれの分野での冒険家として知られており、彼らのパートナーシップはアコーディオンを使った音楽を新しい未踏の領域へと導いていた。コスミネンはステージで、ポーヨーネンのアコーディオンと声のサンプルを電子ドラムパッドを使ってパーカッションで再現している。コスミネンはまたアイスランドのバンド、MUMでドラムを担当していた。最近のクラスターでのコラボレーションにはUnikoやクロノス・クァルテットが含まれている。
パーカッション奏者のパット・マステロットとタッチ・ギタリストのトレイ・ガンは、世界で最もダイナミックかつ技巧的で革新的なバンドのひとつであるキング・クリムゾンでキャリアを築いてきた。2人は、デヴィッド・シルヴィアン&ロバート・フリップとツアーする以前に、ピーター・ガブリエルのリアル・ワールド・スタジオで出会い、別々にジョン・ポール・ジョーンズ、XTC、トニ・チャイルズ、ザ・レンブランツ、コック・ロビン、ロビン・ヒッチコック、Trail of the Dead、ジュリア・フォーダム、ヴァーノン・リード、ホール&オーツ、シュガーキューブス、マシュー・スウィート、ジュード・コール、スティーヴ・ハケット、その他多数のアーティストと仕事をしていた。TUとして知られる彼らの新しいデュオは、ガンとマステロットのよく知られたエッジ、エネルギー、ユーモア、イマジネーション、驚異的な演奏スキル、そして即興的なステージ上での演奏に光を当てるものだった。最初のTUのアルバムは2004年初頭にリリースされ、その後、4月にはモスクワに登場した。
キンモ・ポーヨーネンがエレクトリック・ラウンジでマステロット、ガン、ロバート・フリップによるプロジェクト3とステージを共有したとき、KTUの種子は1999年3月のテキサス州オースティンにあるSXSWに根付いた。カルテットの計画はそれから5年間で具体化した。KTUの目的は、4人のプレーヤーの創造的なエネルギー、エッジ、想像力、その他の要素を組み合わせて、何か新しいもの、今までと異なるもの、そして音楽として爆発的なものにすることであった。サラウンド・サウンドのデザインとエフェクトは、Heikki Iso-Aholaによって処理がなされた。
KTUのリハーサルとワールドプレミアとなるコンサートは、2004年4月にヘルシンキにあるライブ会場、Nosturiで行われ、続いて東京のエッグマンで4回のコンサートが行われた。これらのライブからの音源が、デビュー・アルバム『エイト・アームド・モンキー』として2005年にリリースされた。ライブ活動はフェスティバルのヘッドライナーとして2005年も続けられ、ドイツのMoersフェスティバル、Kulturzelt an der Drahtbracke Kassel、Kulturarena in Jena、ポルトガルのSinesでのFMMフェスティバルに登場した。最近のライブには、モスクワ、タリン、エストニア、フィンランドのタンペレ・ジャズ・ハプニング・フェスティバルなどがある。2007年、KTUはトリオとして米国とメキシコでライブショー・デビューした（コスミネンは不在。彼はスケジュールに応じて貢献しているが、フルタイム・メンバーになることを約束できなかった）。
グループのセカンド・アルバム『クイヴァー』は2009年2月から3月にリリースされた。

## ラインナップ

### 現在のラインナップ
- トレイ・ガン (Trey Gunn) - ウォー・ギター
- パット・マステロット (Pat Mastelotto) - リズミック・デヴァイス、ビート、ノイズ、パーカッション
- キンモ・ポーヨーネン (Kimmo Pohjonen) - クロマティック・ボタン・アコーディオン、ボーカル

### 旧メンバー
- サムリ・コスミネン (Samuli Kosminen) - サンプリング

## ディスコグラフィ

### アルバム
- 『エイト・アームド・モンキー』 - 8 Armed Monkey (2005年)
- 『クイヴァー』 - Quiver (2009年)